# 디리클레 문제
수학에서 디리클레 문제(Dirichlet problem)란 디리클레 경계 조건을 가진 경계값 문제다. 즉, 주어진 영역의 경계에서의 값이 조건으로 주어지는 특정한 편미분 방정식에 대하여 그 영역의 내부에서의 해가 될 수 있는 함수를 찾는 문제이다.
디리클레 문제는 많은 종류의 편미분 방정식을 풀 수 있게 하는데, 역사적으로 라플라스 방정식을 풀이하기 위한 방법론으로 발전되었다.
이때의 요구되는 조건이 디리클레 경계 조건이다. 주로 해의 존재성과 유일성이 주요한 논점이 되는데, 이것은 최대 원리에 의해 증명할 수 있다.

## 역사
디리클레 문제(Dirichlet problem)는 디리클레(페터 구스타프 르죈 디리클레)의 이름을 따서 만들었다. 물리적 관점에서는 유일해를 가진다는 것이 자명하다. 예컨대 평면 또는 곡면의 일부를 주석박(朱錫箔)으로 씌워 전지의 극을 그 위의 두 점에 접속해 주석박의 막에 정상전류를 흐르게 했을 때 물리적으로는 어떤 일정한 결과를 얻는다.
주석박 내에 흐르는 전류의 크기가 주어진 조건에서 가능한 다른 전류에 비해 최소가 되듯이 디리클레의 문제라는 최소문제 역시 해(解)를 갖는다는 것이다.
그러나 카를 바이어슈트라스 수학적으로는 디리클레의 문제에 극값이 존재한다는 것이 자명하지 않다는 결점을 찾았고 엄밀한 증명은 1900년에 다비트 힐베르트에 의해서야 이루어졌다. 디리클레의 문제를 수학상의 문제로 다룰 경우, 그것은「편미분방정식의 경계값 문제」를 푸는 것과 의미가 같아진다

## 일반해
충분히 부드러운 경계 {\displaystyle \partial D}를 가지는 영역 {\displaystyle D}에 대해 디리클레의 문제의 일반해는 다음과 같다.
{\displaystyle u(x)=\int _{\partial D}\nu (s){\frac {\partial G(x,s)}{\partial n}}ds}
{\displaystyle G(x,y)}는 편미분방정식에 관한 그린함수이고
{\displaystyle {\frac {\partial G(x,s)}{\partial n}}={\widehat {n}}\cdot \nabla _{s}G(x,s)=\sum _{i}n_{i}{\frac {\partial G(x,s)}{\partial s_{i}}}}
안쪽을 가리키는 단위법선 백터{\displaystyle {\widehat {n}}}를 따라 그린함수를 미분한 것이다. 함수 {\displaystyle \nu (s)}는 제 2종 프레드홀름 적분방정식의 유일해에 의해 주어진다,
{\displaystyle f(x)=-{\frac {\nu (x)}{2}}+\int _{\partial D}\nu (s){\frac {\partial G(x,s)}{\partial n}}ds.}
위의 적분에 사용되는 그린함수는 경계에서 0이 되는 함수이다.
{\displaystyle G(x,s)=0}
{\displaystyle s\in \partial D} , {\displaystyle x\in D}. 이러한 그린함수는 보통 자유구역란의 그린함수의 합과 미분방정식의 조화함수 해에 해당한다.

### 존재
조화함수에 관한 디리클레의 문제는 항상 해를 가지며 그 해는 다음과 같은 조건에서 유일한다. 경계가 충분히 부드럽고 f(s)가 연속일 때, 더 정확히는
{\displaystyle \alpha \in (0,1)}, {\displaystyle C^{1,\alpha }} 는  횔더 연속 함수를 나타낸다.

## 일반화
디리클레 문제는 타원형 편미분방정식과 퍼텐셜 이론과 라플라스 방정식의 특수한 형태이다. 다른 예는 이중조화방정식과 탄성에 관련된 방정식을 포함한다.
모두 노이만 경계 조건과 코시 문제 등을 포함하는, 경계값에 관한 정보가 주어졌을 때의 편미분방정식 중 하나이다.

## 참고 문헌
- A. Yanushauskas (2001). “Dirichlet problem”. 《Encyclopedia of Mathematics》 (영어). Springer-Verlag. ISBN 978-1-55608-010-4.
- S. G. Krantz, The Dirichlet Problem. §7.3.3 in Handbook of Complex Variables. Boston, MA: Birkhäuser, p. 93, 1999. ISBN 0-8176-4011-8.
- S. Axler, P. Gorkin, K. Voss, The Dirichlet problem on quadratic surfaces Mathematics of Computation 73 (2004), 637-651.
- Gilbarg, David; Trudinger, Neil S. (2001), 《Elliptic partial differential equations of second order》 2판, Berlin, New York: Springer-Verlag, ISBN 978-3-540-41160-4
- Gérard, Patrick; Leichtnam, Éric: Ergodic properties of eigenfunctions for the Dirichlet problem. Duke Math. J. 71 (1993), no. 2, 559-607.
- John, Fritz (1982), 《Partial differential equations》, Applied Mathematical Sciences 1 4판, Springer-Verlag, ISBN 0-387-90609-6
- Bers, Lipman; John, Fritz; Schechter, Martin (1979), 《Partial differential equations, with supplements by Lars Gȧrding and A. N. Milgram》, Lectures in Applied Mathematics 3A, American Mathematical Society, ISBN 0-8218-0049-3
- Agmon, Shmuel (2010), 《Lectures on Elliptic Boundary Value Problems》, American Mathematical Society, ISBN 0-8218-4910-7
- Stein, Elias M. (1970), 《Singular Integrals and Differentiability Properties of Functions》, Princeton University Press
- Greene, Robert E.; Krantz, Steven G. (2006), 《Function theory of one complex variable》, Graduate Studies in Mathematics 40 3판, American Mathematical Society, ISBN 0-8218-3962-4
- Taylor, Michael E. (2011), 《Partial differential equations I. Basic theory》, Applied Mathematical Sciences 115 2판, Springer, ISBN 978-1-4419-7054-1
- Zimmer, Robert J. (1990), 《Essential results of functional analysis》, Chicago Lectures in Mathematics, University of Chicago Press, ISBN 0-226-98337-4
- Folland, Gerald B. (1995), 《Introduction to partial differential equations》 2판, Princeton University Press, ISBN 0-691-04361-2
- Chazarain, Jacques; Piriou, Alain (1982), 《Introduction to the Theory of Linear Partial Differential Equations》, Studies in Mathematics and Its Applications 14, Elsevier, ISBN 0444864520
- Bell, Steven R. (1992), 《The Cauchy transform, potential theory, and conformal mapping》, Studies in Advanced Mathematics, CRC Press, ISBN 0-8493-8270-X
- Warner, Frank W. (1983), 《Foundations of Differentiable Manifolds and Lie Groups》, Graduate Texts in Mathematics 94, Springer, ISBN 0387908943
- Griffiths, Philip; Harris, Joseph (1994년 8월). 《Principles of algebraic geometry》. Wiley Classics Library (영어) 2판. Wiley. doi:10.1002/9781118032527. ISBN 978-0-471-05059-9. MR 1288523. Zbl 0836.14001.
- Courant, R. (1950), 《Dirichlet's Principle, Conformal Mapping, and Minimal Surfaces》, Interscience
- Schiffer, M.; Hawley, N. S. (1962), “Connections and conformal mapping”, 《Acta Math.》 107: 175–274, doi:10.1007/bf02545790